# 자유당 (영국)
자유당(Liberal Party)은 영국에 존재했던 정당이다. 휘그당을 중심으로 1859년 창당하였다. 1920년대 노동당이 등장하기 이전까지 영국의 양대 정당이었다. 1988년 사회민주당과 합당하여 자유민주당이 되었다.

## 역대 선거결과
| 선거             | 당선자    | 득표율 | 당 대표              |
| ---------------- | --------- | ------ | -------------------- |
| 1831년 총선      | 370 / 658 |        | 찰스 그레이          |
| 1832년 총선      | 441 / 658 | 67%    | 찰스 그레이          |
| 1835년 총선      | 385 / 658 | 57.3%  | 윌리엄 램            |
| 1837년 총선      | 344 / 658 | 52.4%  | 윌리엄 램            |
| 1841년 총선      | 271 / 658 | 46.9%  | 윌리엄 램            |
| 1847년 총선      | 292 / 656 | 53.8%  | 존 러셀              |
| 1852년 총선      | 324 / 654 | 57.9%  | 존 러셀              |
| 1857년 총선      | 377 / 654 | 64.9%  | 헨리 존 템플         |
| 1859년 총선      | 356 / 654 | 65.7%  | 헨리 존 템플         |
| 1865년 총선      | 369 / 658 | 59.5%  | 헨리 존 템플         |
| 1868년 총선      | 387 / 658 | 61.5%  | 윌리엄 글래드스턴    |
| 1874년 총선      | 242 / 652 | 52%    | 윌리엄 글래드스턴    |
| 1880년 총선      | 352 / 652 | 54.7%  | 스펜서 카벤디쉬      |
| 1885년 총선      | 319 / 670 | 47.4%  | 윌리엄 글래드스턴    |
| 1886년 총선      | 191 / 670 | 41.8%  | 윌리엄 글래드스턴    |
| 1892년 총선      | 272 / 670 | 45.4%  | 윌리엄 글래드스턴    |
| 1895년 총선      | 177 / 670 | 45.7%  | 아치발드 프림로즈    |
| 1900년 총선      | 183 / 670 | 44.7%  | 헨리 켐벨배너먼      |
| 1906년 총선      | 398 / 670 | 48.9%  | 헨리 켐벨배너먼      |
| 1910년 1월 총선  | 274 / 670 | 43.5%  | 허버트 헨리 애스퀴스 |
| 1910년 12월 총선 | 272 / 670 | 43.9%  | 허버트 헨리 애스퀴스 |
| 1918년 총선      | 36 / 707  | 13.3%  | 허버트 헨리 애스퀴스 |
| 1922년 총선      | 62 / 615  | 18.9%  | 허버트 헨리 애스퀴스 |
| 1923년 총선      | 158 / 615 | 29.7%  | 허버트 헨리 애스퀴스 |
| 1924년 총선      | 40 / 615  | 17.8%  | 허버트 헨리 애스퀴스 |
| 1929년 총선      | 59 / 615  | 23.6%  | 데이비드 로이드 조지 |
| 1931년 총선      | 33 / 615  | 6.5%   | 허버트 새뮤얼        |
| 1935년 총선      | 21 / 615  | 6.7%   | 허버트 새뮤얼        |
| 1945년 총선      | 12 / 640  | 9%     | 아치볼드 싱클레어    |
| 1950년 총선      | 9 / 625   | 9.1%   | 클레멘트 데이비스    |
| 1951년 총선      | 6 / 625   | 2.6%   | 클레멘트 데이비스    |
| 1955년 총선      | 6 / 630   | 2.7%   | 클레멘트 데이비스    |
| 1959년 총선      | 6 / 630   | 5.9%   | 조 그리먼드          |
| 1964년 총선      | 9 / 630   | 11.2%  | 조 그리먼드          |
| 1966년 총선      | 12 / 630  | 8.5%   | 조 그리먼드          |
| 1970년 총선      | 6 / 630   | 7.5%   | 제러미 소프          |
| 1974년 2월 총선  | 14 / 635  | 19.3%  | 제러미 소프          |
| 1974년 10월 총선 | 13 / 635  | 18.3%  | 제러미 소프          |
| 1979년 총선      | 11 / 635  | 13.8%  | 데이비드 스틸        |
| 1983년 총선      | 17 / 650  | 25.4%  | 데이비드 스틸        |
| 1987년 총선      | 17 / 650  | 22.6%  | 데이비드 스틸        |

## 같이 보기
- 자유민주당 (영국)